# KompoZer
KompoZer é uma versão não-oficial do software Nvu, da Linspire. Este editor HTML (WYSIWYG), é um software livre desenvolvido por colaboradores da SourceForge, que pretende solucionar todos os defeitos presentes no Nvu, cuja última versão (1.0) é de Junho de 2005.
Atualmente é possível baixar a versão 0.8b3 deste software baseado no Mozilla Composer, o editor HTML integrante do Mozilla e Netscape. É multiplataforma, disponível para Linux, MacOS e Windows.

## Características
O Kompozer possui uma ferramenta "Site Manager" otimizada em relação ao NVU, podendo gerenciar sites em uma pasta FTP ou mesmo em uma pasta local. A edição do código HTML é gerada visualmente. O Kompozer oferece uma interface semelhante à qualquer editor de textos, e também oferece um editor CSS. É possível aumentar as funcionalidades do Kompozer por meio de extensões.

## Padrões de Conformidade
O KompoZer está de acordo com os padrões de conformidade da W3C. Por padrão, as páginas são criadas de acordo com o padrão HTML 4.01 Strict e utilizar Folhas de Estilo em Cascata (CSS) para definir o estilo, mas o usuário pode alterar as configurações e escolher entre:
- DTD Strict e Transitional
- HTML 4.01 e XHTML 1.0
- Estilos CSS ou a antiga base de estilo <font>.

A aplicação inclui um validador HTML embutido, que carrega páginas para o W3C Validator Service  que faz as verificações de conformidade.

## Versões do KompoZer[1]
- 0.7.1  - 8 de julho de 2006.
- 0.7.5  - 14 de julho de 2006.
- 0.7.6  - 23 de julho de 2006.
- 0.7.7  - 25 de julho de 2006.
- 0.7.10 - 9 de agosto de 2007.
- 0.8a1  - 6 de fevereiro de 2009.
- 0.8a2  - 5 de abril de 2009.
- 0.8a3  - 6 de maio de 2009.
- 0.8a4  - 12 de maio de 2009.
- 0.8b1  - 11 de outubro de 2009.
- 0.8b3  - 28 de fevereiro de 2010.